# Château de Clermont-Soubiran
Le château de Clermont-Soubiran est situé à Clermont-Soubiran, appelé autrefois Clermont-Dessus, dans le département de Lot-et-Garonne et la région Nouvelle-Aquitaine. Le village de Clermont-Soubiran est implanté sur les coteaux nord de la vallée de Garonne. Le château est implanté au plus haut du relief, au-dessus du village.

## Histoire
Le château appartenait aux Durfort dès le XIe siècle. Les Durfort étaient des grands seigneurs du comté de Toulouse dès le XIe siècle. On trouve un Bernard de Durfort, surnommé Gratapala, possesseur de la terre de Clermont en Agenais et probablement à l'origine des différentes branches des Durfort en Agenais. Bernard de Durfort, seigneur de Clermont en 1091/1092, et son frère Guillaume sont cités dans l'acte de restitution de l'église de Saint-Martin-des-Puits à l'abbé et aux religieux de la Grâce, en 1093, par Bertrand de Durfort au diocèse de Narbonne. Il affranchit Matfredus, abbé de Saint-Maurin en Agenois, de tous les droits pendant le marché de Clermont (Ainsi les Durfort en Quercy et les Durfort en Termenès ou des Corbières, seraient apparentés ? ; le père de Bertrand de Durfort des Corbières était Foulques de Durfort, vers 1050). 
La seigneurie de Clermont-Dessus est érigée en baronnie en 1208, et en marquisat en janvier 1617 (pour Henri de Balsac comte de Graville, descendant de Robert : cf. ci-dessous).
En 1262, Raimond-Bernard de Durfort de Clermont-Soubiran, conjointement avec le baron Arnaud de Durfort à l'origine de la branche des Durfort-Duras, accorde des coutumes aux vassaux de son château de Clermont-Soubiran. Dans l'acte d'hommage rendu à l'évêque d'Agen en 1263 est cité le château de Clermont-Dessus. La tradition voulait qu'à chaque entrée à Agen du nouvel évêque, il fût transporté dans une chaise entre la collégiale Saint-Caprais et la cathédrale Saint-Étienne par les nobles seigneurs de Clermont-Dessus, du Fossat de Madaillan, de Beauville, de Madaillan et de Fumel.
Après les Durfort, la seigneurie est assumée par les de L'Isle-Jourdain (car Guillemette/Guillelme, fille de Bernard VII de Durfort de Clermont, épouse en décembre 1270 Jourdain V de L'Isle-Jourdain, fils de Jourdain IV ; cependant Guillelme de Durfort n'avait que la part principale de Clermont ; des Durfort puis leurs descendants en lignée féminine conservèrent des parts secondaires) ; par les Armagnac (1375, par échange en faveur du comte Jean II) ; et par les Balsac d'Entragues (1463). 
En effet, Clermont-Dessus est aux mains des Balsac d'Entraygues aux XVe – XVIIe siècles et prend alors le nom de Clermont d'Entraygues, car Robert (1440-1503), sénéchal d'Agenais, obtient Clermont-Soubiran, Dunes et un quart d'Astaffort sur les dépouilles de la Maison d'Armagnac. Puis Marie de Balsac (1617-1691), fille du marquis de Clermont et comte de Graville Henri de Balsac évoqué plus haut, transmet le marquisat de Clermont, la baronnie de Dunes en Brulhois et le comté de Graville (Tournanfuye) à son époux Jean-Gaspard-Ferdinand de Marchin (1601-1673 ; marié en 1651) et à leur fils le maréchal-comte de Marsin (1656-1706 ; sans postérité).
Les Marchin étant perclus de dettes, leurs créanciers organisent la vente du marquisat à Thomas de Gasquet en février 1711/décembre 1712, dont le fils Joseph de Gasquet vend à son tour pour 442 000 livres à Jean-Baptiste de Picot chevalier de St-Louis, le 9 décembre 1774 (3 000 ha de terres roturières à rentes, cens et fermages, 100 ha de terres nobles en fiefs, et 100 ha de terres nobles directement au marquis). Ce dernier céda ensuite à son gendre Charles-Malo-François de Lameth. La fille de Charles-Malo, Marie de Lameth, transmit le domaine à son époux Scipion de Nicolaÿ, et les Nicolaÿ vendirent les terres et le château à la famille de Laborie. 
Le château est sur un soubassement ancien pouvant être antérieur au XIIe siècle et comprenant le donjon, l'escalier et la salle dite des gardes. La salle des gardes présente des voûtes datant de la fin du XVIIe siècle ou du début du XVIIIe siècle. Sur la terrasse sud, le château se présente comme un gros bloc de bâtiment dans lequel a été ajouté, au XVIIIe siècle, un ensemble d'appartements sur trois niveaux. Le donjon est devenu la cage d'un grand escalier.
Le château a été inscrit au titre des monuments historiques le 25 mai 1960.

## Description

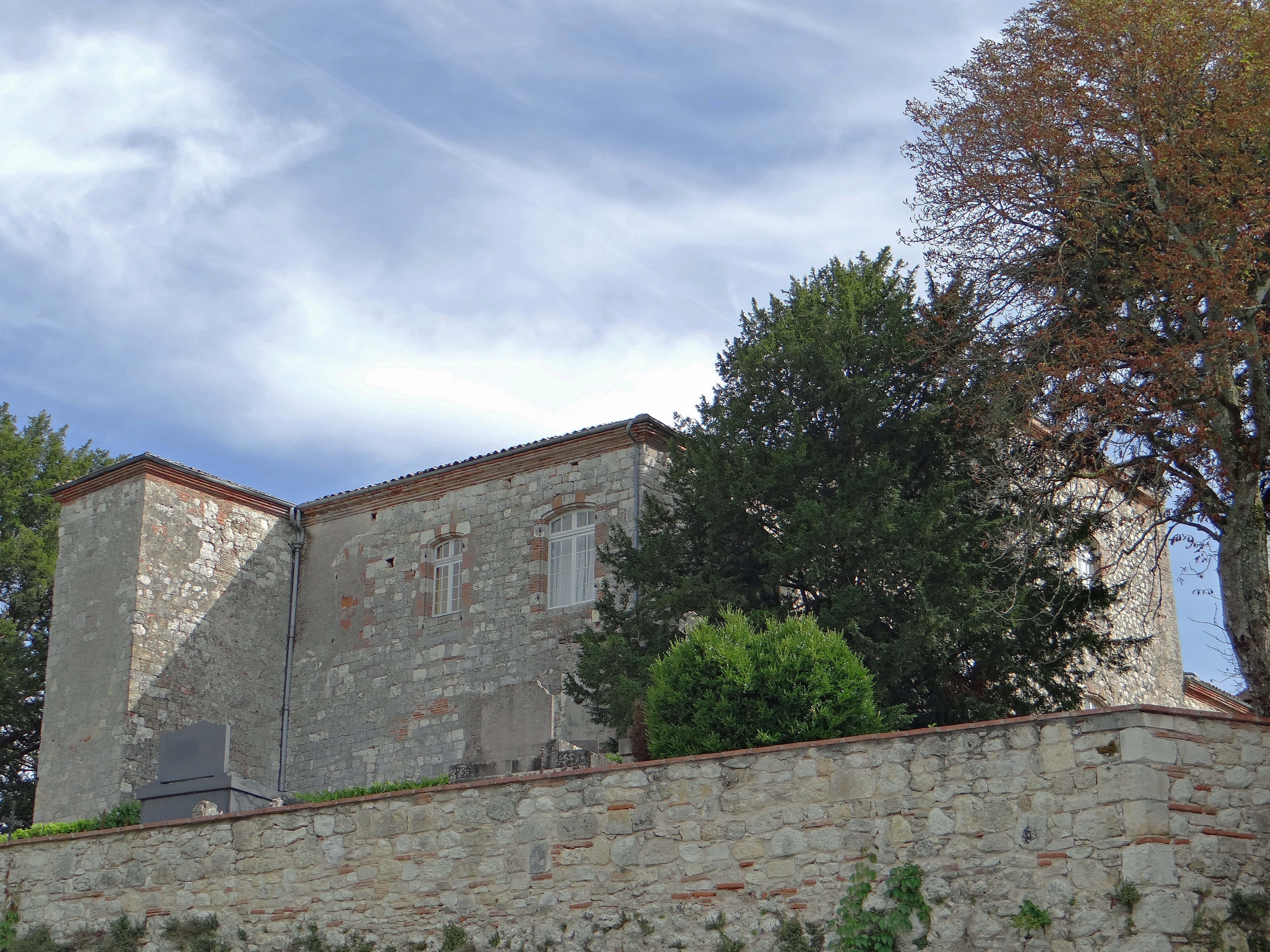